# Elena Luzzatto
Elena Luzzatto, dal 1938 Valentini (Ancona, 30 ottobre 1900 – Roma, 4 novembre 1983), è stata un'architetta italiana, pioniera del razionalismo italiano e prima donna a laurearsi in architettura in Italia.

## Biografia
Nacque il 30 ottobre 1900 in una famiglia ebraica ad Ancona da Vittorio Valentini Luzzatto e Anna Gabrielli, detta Annarella, anch'ella architetta. Si iscrisse nel 1921 alla Regia Scuola Superiore di Architettura di Roma, istituita nel 1919 presso l'Università degli Studi di Roma "La Sapienza", laureandosi nel 1925 con una tesi su un sanatorio nei pressi del lago di Como; fu la prima donna a laurearsi in architettura in Italia e fu seguita due anni dopo dalla madre, che già praticava la professione prima di conseguire tale titolo di studio.
Subito dopo la laurea iniziò a lavorare come libera professionista e un anno dopo fu assunta presso l'Ufficio tecnico del comune di Roma. Dal 1928 al 1934 fu inoltre assistente alla cattedra del professor Vincenzo Fasolo. Come professionista privata ricevette nel 1928 l'incarico di progettare un villino a Ostia per l'allora Sottosegretario di Stato al Ministero delle corporazioni Giuseppe Bottai; sebbene non risulti che il villino sia stato effettivamente realizzato, il suo progetto fu ripreso successivamente da Adalberto Libera per i villini tipo "A" e "B" costruiti sul litorale romano. Sempre a Ostia vinse nel 1932 un bando della ditta Tirrena per la progettazione di alcuni villini, in seguito non realizzati, e nello stesso anno progettò insieme a Ignazio Guidi alcuni edifici per la colonia agricola di Genale, nella Somalia italiana, per l'Unione Agricola Coloniale; sempre con Guidi collaborò ad un progetto per una sede dell'Opera nazionale maternità e infanzia nel quartiere Tiburtino. Tra i suoi progetti più imponenti figurarono diversi mercati rionali, realizzati nei quartieri Salario, Primavalle e a Ostia, alcuni edifici residenziali per l'Istituto nazionale per le case degli impiegati statali (INCIS) oltre che il nuovo cimitero Flaminio in zona Prima Porta e il cimitero militare francese a Monte Mario.
Insieme al marito, l'ingegnere Felice Romoli, partecipò a diversi concorsi: presentò un progetto per il nuovo municipio a Pesaro, che fu giudicato "degno di considerazione" ma non sufficientemente monumentale. Nel 1933 la coppia presentò un progetto per un nuovo ospedale a Viterbo, vincendo l'apposito concorso che però non ebbe seguito. I due, insieme all'ingegnere Francesco Muratorio, parteciparono anche ad un concorso nel 1935 per la costruzione di nuovo ospedale a Bolzano, classificandosi al secondo posto dietro quello di Ettore Rossi.
Intorno al 1940, dopo l'emanazione delle leggi razziali fasciste, dovette cambiare il suo cognome da Luzzatto in Valentini per smentire una possibile ascendenza ebraica.
Nel periodo del dopoguerra, tra il 1958 e il 1964, Luzzatto fu a capo della progettazione delle case popolari gestite dall'INA-CASA nel sud Italia e in Sardegna.
Morì a Roma il 4 novembre 1983.

## Opere

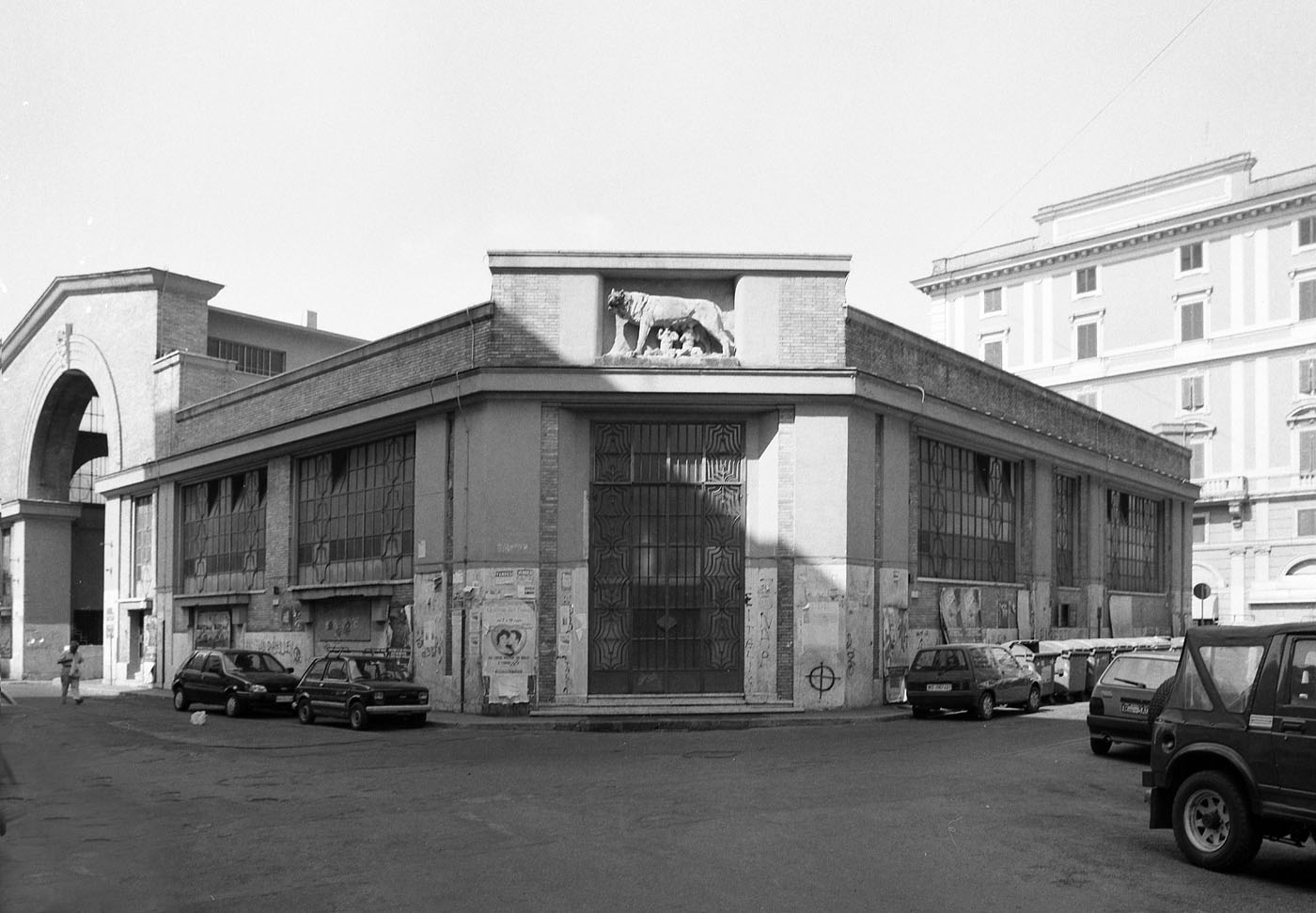
Il mercato rionale Nomentano di piazza Alessandria a Roma.

- Mercato rionale Nomentano, 1929, Roma, piazza Alessandria (già piazza Principe di Napoli)[12]
- Ospedale (con Felice Romoli), 1935, Viterbo
- Cimitero Flaminio e chiesa di San Michele Arcangelo al Flaminio, 1941, Roma, Strada statale 3 Via Flaminia
- Cimitero militare francese, 1944, Roma, via della Camilluccia
- Mercato coperto Primavalle I, 1954-1955, Roma, via Nicolò Albergati, 12-18[13]
- Mercato rionale di San Fiorenzo, 1955-1956, Ostia, via Rodolfo Grimaldi Casta[14]
- Scuola Contardo Ferrini, 1960, Roma, via di Villa Chigi, 20
- Villa Bentivoglio, 1962, Taormina